# Terence Sydney Airey
Terence Sydney Airey (King's Lynn, 9 luglio 1900 – Durham, 26 marzo 1983) è stato un generale britannico.

## Famiglia e educazione
Airey era figlio di Sydney Airey. Fu educato alla Gresham's School di Holt, e alla Reale Accademia Militare di Sandhurst.
Airey sposò in Egitto il 1º novembre 1933 Constance Hedley, che gli diede un figlio, John Francis St George Airey. Questo matrimonio terminò nel 1947 e Airey sposò in seguito Bridget Georgiana Vesey, figlia del colonnello Thomas Eustace Vesey e di Lady Cecilia Kathleen Browne, figlia del 5º Conte di Kenmare.

## Servizio postbellico
Alla fine della Seconda guerra mondiale Airey servì per un anno come capo di Stato Maggiore delle forze del Mediterraneo centrale e fu durante un certo tempo vice comandante supremo alleato.
Nel 1947 fu nominato comandante della zona anglo-americana del Territorio Libero di Trieste, incarico che ricoprì sino al 31 maggio 1951 quando passò le consegne al generale Sir Thomas Winterton.
Dopo il suo servizio a Trieste, Airey fu nominato assistente capo di Stato Maggiore del generale Dwight Eisenhower al quartier generale alleato.
Il suo ultimo incarico militare fu di comandante delle forze britanniche a Hong Kong, dal febbraio 1952 al 1954. Si congedò dal servizio militare nel 1954, sebbene abbia servito come colonnello alla Durham light Infantry fino al 1956.